# Майдан-Лукавецький
Майдан-Лукавецький — присілок села Лукавець гміни Великі Очі, Підкарпатське воєводство, Польща.

## Відомі уродженці
- Мечислав Мокшицький — польсько-український церковний діяч, архієпископ-митрополит Львівський Римо-Католицької Церкви.